# Lampria mexicana
Lampria mexicana är en tvåvingeart som beskrevs av Macquart 1847. Lampria mexicana ingår i släktet Lampria och familjen rovflugor. Inga underarter finns listade i Catalogue of Life.